# Ринок газового обладнання в Україні
Ринок газового обладнання в Україні

## Опалювальне обладнання
У побутовому секторі — квартирах або котеджах площею до 220 м² — використовуються опалювальні казани (навісні, підлогові або конденсаційні) потужністю до 100 кВт.
Основний кістяк ринку складають імпортні навісні казани. Найпоширеніші двоконтурні (опалюють приміщення і готують гарячу воду) казани потужністю 24 кВт. Минулого року українськими компаніями було випущено 150 тис. таких систем, в нинішньому планується виготовити не менше 250 тис.
На другому місці знаходяться стаціонарні казани. Обсяг виробництва вітчизняних сталевих агрегатів — понад 300 тис. штук на рік. Частка імпорту в даному сегменті незначна, близько 10—15 тис. штук на рік. Серед стаціонарних казанів найпопулярніші чавунні потужністю до 300 кВт.
Найменша частка ринку належить дорогим конденсаційним казанам. Обсяги продажів такої техніки на українському ринку не перевищують 1000 агрегатів в рік. Але з підвищенням вартості газу ця технологія виглядає все перспективнішою, оскільки дозволяє економити до 10—12% палива в порівнянні із звичайними системами. Крім того, кількість шкідливих речовин в продуктах згорання також значно менше, що важливо при установці систем опалювання в густонаселених районах великих міст. 
На українському ринку присутні опалювальні системи наступних імпортних торгових марок: Ariston, Baxi, Beretta, Biasi, Bongioanni, Daewoo, Demir Dokim, Electrolux, Ferroli, Fondital, Hermann, Immergas, Junkers, Kiturami, Lamborgini, Protherm, Radiant, Saunier Duval, Sime, Thermomax, Vaillant, Viessmann, Westen. Найзначніші вітчизняні виробники —   «Агроресурс», «Атон», «Дань», «Росс», «Термо».